# Faialaga Afamasaga
Faialaga Afamasaga (Fasito'o Tai, 5 marzo 1989) è un rugbista a 15 samoano.

## Biografia
Afamasaga nacque nel villaggio Fasito'o Tai sull'isola Upolu delle Samoa Occidentali, crescendo in una famiglia di rugbisti.
Dopo essersi trasferito in Nuova Zelanda dove militò nella provincia Northland Rugby Union, nell'ottobre 2016 venne ingaggiato dalla franchise delle Zebre disputando una stagione di Pro12 ed una di Pro14.
Al termine dell'esperienza zebrata, nel 2018 venne reclutato dal Colorno in serie A, disputando il TOP12 nella stagione successiva.
Già nazionale Under-19 che prese parte al mondiale di categoria e nazionale A, dal 2015 al 2016 fece parte della nazionale maggiore samoana, esordendo il 18 luglio 2015 contro gli Stati Uniti in un match di Pacific Nations Cup. Nei mesi di giugno e luglio dello stesso anno fu selezionato per la finestra dei test match estivi, disputando l'incontro con la Georgia e scendendo in campo nei minuti finali contro gli All Blacks; nel 2016 prese nuovamente parte alla Pacific Nations Cup.